# Americké muzeum rádia a elektřiny

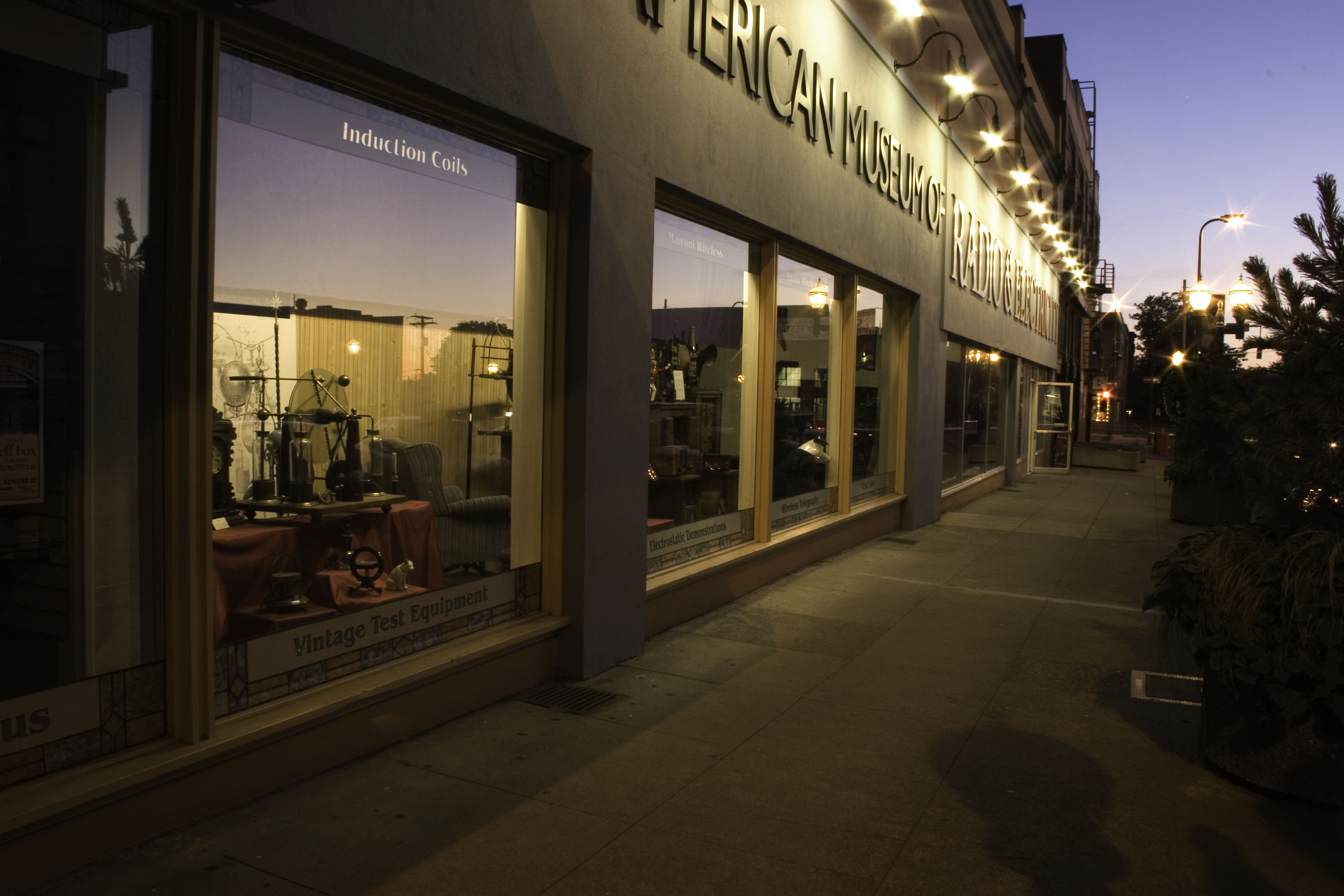
Přední strana budovy muzea.

Americké muzeum rádia a elektřiny je interaktivní muzeum v Bellinghamu v americkém státě Washington. Nabízí vzdělávání v galeriích pro obecenstvo všech věků a veřejné programy, které popisují rozvoj a využití elektřiny, rádia a podobných vynálezů, které změnily lidskou historii. V muzeu se nachází série předmětů ukazujících čtyři století lidské inovace mezi rokem 1580 a padesátými lety minulého století.

## Historie muzea
Muzeum bylo otevřeno roku 1985 jako kolekce rozhlasových přijímačů, náhradních dílů, schémat, nahrávek a starodávných časopisů a návodů, které vlastnil bellinghamský obyvatel Jonathan Winter. Winterova kolekce pokračovala v růstu, a tak v roce 1998 oficiálně založil Bellinghamské starožitné muzeum rádia, které ukazovalo více než 800 rozhlasových přijímačů z Winterovy kolekce.
V roce 2001 získalo muzeum své nynější jméno, když se přestěhovalo do nové, 2 100 m² rozlehlé budovy, a John Jenkins, bývalý obchodní a marketingový manažer Microsoftu se stal spolukurátorem muzea. Jenkins muzeu věnoval svou vlastní kolekci, která obsahovala staré bezdrátové a elektrické přístroje a první edice vzácných knih, které byly až z roku 1560 a mezi jejichž autory patřili Michael Faraday, Benjamin Franklin nebo Alessandro Volta.

## Kolekce
- Úsvit elektrické doby (1600 - 1800)
- Elektrické vynálezy (1800 - 1900)
- Počátky éry rádia a elektřiny (1863 - 1920)
- Vstup rádia do domovů (1920 - 1927)
- Zlatá doba rádia (1928 - 1950)

## Exponáty
Mezi exponáty v muzeu patří:
- kompletní reprodukce rádiové místnosti Titanicu s původním bezdrátovým aparátem Marconi
- fungující theremin z roku 1929, který si mohou návštěvníci vyzkoušet
- kompletní kolekce „prkenných“ rádií Arthura Atwatera Kenta
- kolekce více než 10 tisíc elektronek
- jedna z největších kolekcí elektromagnetických aparátů z 19. století v USA, do které patří rané telegrafy, telefony, elektromotory, dynama a indukčních cívek
- kolekce elektrických svítilen a podobných aparátů včetně několika lamp z laboratoře Thomase Edisona
- Teslovy transformátory
- bezdrátový telefon Collins z roku 1909
- diorama obývacího pokoje ze třicátých let 20. století
- vzdělávací centrum statické elektřiny
- funkční televizor RCA CT-100
- telefon z roku 1915, který použil Henry Lee Higginson k prvnímu transkontinentálnímu telefonnímu hovoru

## Rozhlasová stanice
Muzeum provozuje rozhlasovou stanice KMRE-LP v Bellinghamu, která se soustředí na mediální kolekci muzea, do které patří hudební nahrávky z prvních cylindrových nahrávek roku 1888 až po zlatou dobu rádia. Stanice se také soustředí na kultivaci místních programů, které své posluchače vzdělávají po stránce kulturní nebo historické. Licenci rádio získalo roku 2006.